# Le Testament (Villon)
(François Villon, Le Grand Testament)

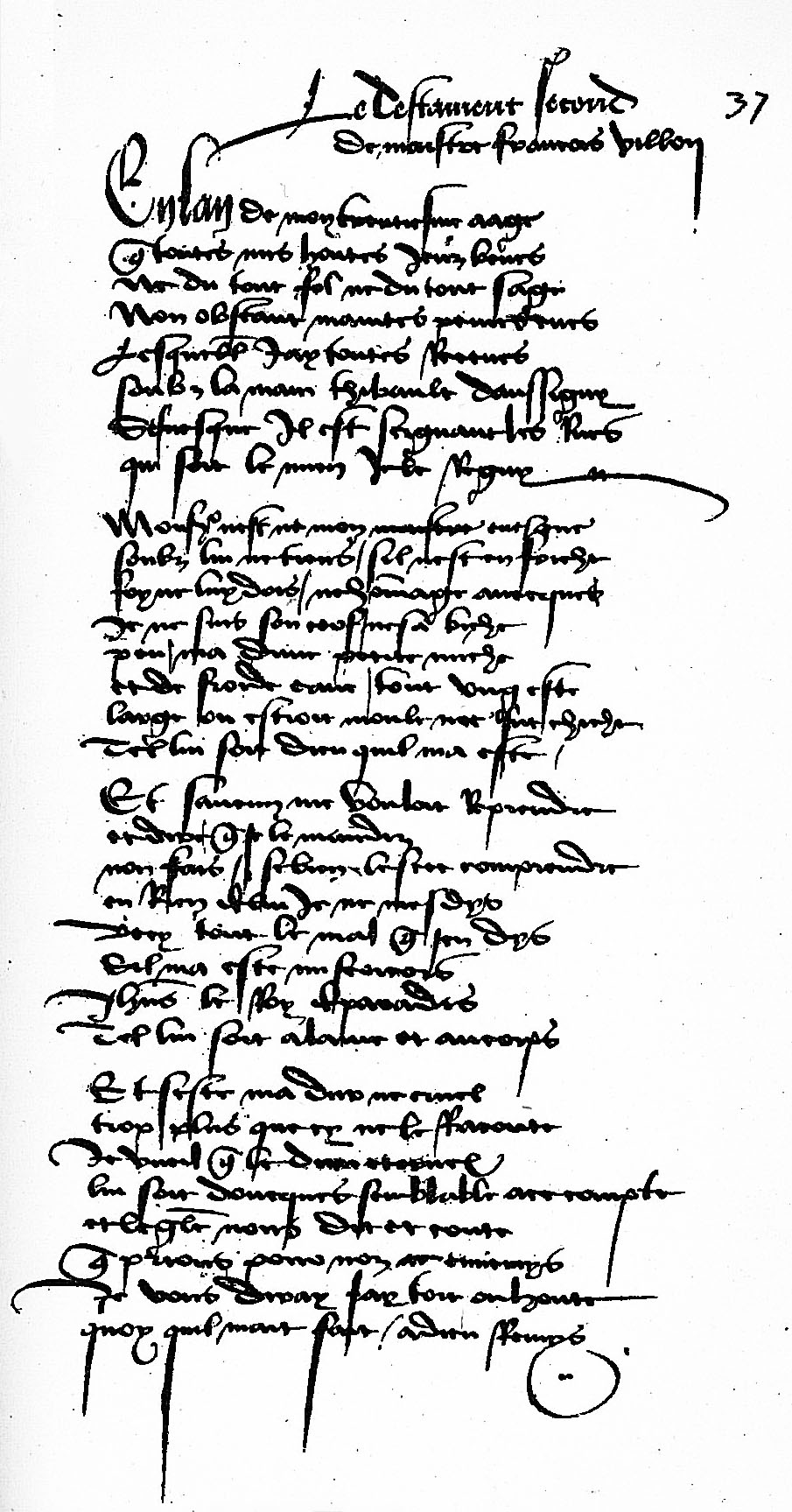
Incipit del "Grand Testament de Maistre François Villon". Kungliga biblioteket, Stoccolma, Svezia.

Le Testament (a volte chiamato anche Le grand Testament per distinguerlo da Le Lais, opera che viene talvolta chiamata Le petit Testament) è un'opera poetica di François Villon composta nel 1461, in versi ottonari. È molto meno omogenea di Le Lais, giacché comprende più di una ventina di poesie relativamente autonome. 
Se il testo, come già faceva Le Lais, riprende l'idea della parodia di un atto giuridico, esso si presenta come una colonna vertebrale sulla quale viene innestata ogni sorta di digressione sull'ingiustizia, la fuga del tempo, la morte, la saggezza, così come poesie autonome spesso presentate come «lasciti». 
Si ritrova tuttavia la penna vivace e acerba e l'umore ora nero e sottile, ora schiettamente scherzoso e licenzioso che caratterizzano Villon. Forse l'autore intende qui presentare un largo spettro dei suoi talenti con lo scopo di attirare l'attenzione di un eventuale mecenate: il Testament diviene così una sorta di «biglietto da visita». Il testo si rivolge sia ai suoi vecchi compagni, sia alla folla di miserabili acculturati prodotti a quell'epoca dalla Sorbona.
Il Testament ha fama di essere uno dei più bei testi letterari del tardo Medioevo, e può essere per certi versi considerato il capolavoro di Villon.
In seguito arrivò a comprendere La ballata degli impiccati, la Quartina, altre opere scritte in prigione negli anni 1462-63 e molti altri componimenti.